# Isaiah Ahmed
Isaiah Ahmed (Utrecht, 28 december 2005) is een Nederlands-Nigeriaans voetballer die doorgaans speelt als middenvelder. Hij komt uit voor sc Heerenveen en Curaçao –20. 

## Clubcarrière
Ahmed doorliep de jeugdopleiding van sc Heerenveen. Op 6 mei 2022 kreeg hij zijn eerste profcontract bij de Friezen en op 6 juni 2024 werd dat contract verlengd. Op 31 augustus 2024 mocht Ahmed zijn debuut maken voor het eerste van Heerenveen, tegen NAC Breda. Hij kwam in de 82e minuut in de ploeg voor Espen van Ee.

## Interlandcarrière
Ahmed is jeugdinternational voor Curaçao. Naast Curaçao (via zijn moeder) kan Ahmed ook uitkomen voor Nederland en Nigeria (via zijn vader).

## Statistieken
| Seizoen | Club          | Competitie | Competitie | Competitie | Beker | Beker | Overig | Overig | Totaal | Totaal |
| Seizoen | Club          | Competitie | Wed.       | Dlp.       | Wed.  | Dlp.  | Dlp.   | Dlp.   | Wed.   | Dlp.   |
| ------- | ------------- | ---------- | ---------- | ---------- | ----- | ----- | ------ | ------ | ------ | ------ |
| 2024/25 | sc Heerenveen | Eredivisie | 1          | 0          | 0     | 0     | 0      | 0      | 1      | 0      |
| Totaal  | Totaal        | Totaal     | 1          | 0          | 0     | 0     | 0      | 0      | 1      | 0      |

Bijgewerkt op 16 juni 2025.